# 太康县
太康县是中华人民共和国河南省周口市下辖的一个县。位于河南省的东南部，分别与扶沟、西华、淮阳、柘城、睢县、杞县、通许接壤。面积1759平方公里，总人口約153万人。

## 名称由来
秦置阳夏县。隋置太康县。当地传说，太康城是夏代太康所筑，并葬于此，故称太康。

## 历史

### 早期
夏初，屬戈地。《左傳》杜預注：戈在鄭、宋之間，即今太康一帶。
商，仍屬豫州。
西周，屬陳國。《史記·周本記》：周滅殷，武王封舜後裔媯滿於陳，都宛丘（今淮陽），境屬陳國邦域。周敬王四十一年（前479年），楚滅陳，地屬楚國。
秦始皇二十三年（前224年），置陽夏縣，屬潁川郡。
西漢初，屬潁川郡。高祖七年（前200年），分潁川郡置淮陽郡。高祖十一年（前196年），置淮陽國。武帝時，廢國為郡。宣帝時，復置淮陽國，陽夏均為其屬縣。
東漢初，屬豫州淮陽國。光武年間，並固始縣入陽夏縣。章和二年（88年），改淮陽國為陳國，陽夏屬之。建安二年（197年），陳國廢為陳郡，陽夏屬陳郡。
三國時，屬魏豫州陳郡。太和六年（232年），封曹植為陳王，是為陳國，後曹植子志徙封濟北，陳復為郡，陽夏屬之。
晉，屬豫州梁國。惠帝，分梁國立陳國，陽夏屬之。
太康县城东南留有太康陵和少康陵。

### 建置
587年，隋改阳夏县为太康县。
五代十国时期，太康属开封府。大德九年（1305年），黄河决口于开封小黄村口，水淹太康。正统十三年（1448年），黄河决口淹太康。
宣统三年（1911年）辛亥革命，查天化攻打太康县城，遭清军阻击，战死。
1912年中华民国新纪元开始。 改县衙门为行政公署，知县为县知事，首任县知事曹景玢。全县共划为九个行政区。
1919年秋，太康地区霍乱。
1926年（民国十五年）7月30日，杆匪金贵彬 、牛绳武等攻破县城，全城罹难，商民被劫一空，盘踞10余日，掳1000多人西去。
1927年（民国十六年）改县知事为县长，首任县长程同。翌年改行政公署为县政府。
1930年（民国十九年）西北军陆军第十四军孙殿英部驻扎太康县城。5月中央军围城7日南退。县境沦为战区（蒋介石、冯玉祥、阎锡山混战时期）。5月25日至6月6日蒋 、冯军在高贤、常营一线激战。8月孙殿英部由县城北退，王学聚部入城，中央军在外围攻十余日。后国民党中央派郜子举收编该部为国军第五军十七师，始停战。
1932年（民国二十一年）春，架设环境电话线路，全县各机关及9个区公所均可通话。
1938年（民国二十七年），6月9日蒋介石為了堅壁清野，命蒋在珍炸开花园口黄河大堤，是為花園口決堤事件，黄河水泛县境。
1939年（民国二十八年）9月，根据豫东特委指示，在牌坊杨建立中共太康县委员会，张俊峰任书记。
1945年8月15日，日本投降，抗日战争胜利结束。7年中全县军民共消灭日軍、伪军3200多人，缴获各种槍械2000多支。
1949年10月1日，中华人民共和国成立。中共太康县委在天宁寺广场召开万人庆祝大会。

## 人口
根据(河南省)周口市第七次全国人口普查公报显示：太康县常住人口为1152685人，男性人口占比49.72%，女性人口占比50.28%，年龄结构中0-14岁占比26.74%，15-59岁占比53.22%，60岁以上占比20.04%，65岁以上占比15.84%。2020初：户籍总户数为43.913万户，户籍人口153.24万人。

## 行政区划
太康县下辖15个镇、8个乡：
城关回族镇、常营镇、逊母口镇、老冢镇、朱口镇、马头镇、龙曲镇、板桥镇、符草楼镇、马厂镇、毛庄镇、张集镇、清集镇、大许寨镇、转楼镇、城郊乡、杨庙乡、王集乡、高贤乡、芝麻洼乡、独塘乡、五里口乡和高朗乡。

## 地形地貌
位于华北平原腹地，地势平坦，为黄河水淤积平原地形。

## 经济

### 农业
以农业为主，农作物有小麦、棉花、玉米、大豆等。近年来在广东、北京、新疆等地打工较多。

### 工业
以纺织、制衣等轻工业为主，兼有锅炉制造等重工业。

## 交通
大广高速、永登高速公路穿境而过，太康扶沟县界，县城南部均有出口； 311国道、 106国道于县城交汇；太康火车站，三洋铁路线路上重要客运站、货运站； 许郸地方铁路穿过县境，设有板桥，逊母口，太康，老冢等四站。

## 文化
太康县文化古迹众多，有文庙、太康墓、吴广塔、寿圣寺塔等，境内有多处仰韶、二里头和商、周、秦、汉时期的文化遗址。太康县为中华谢氏、袁氏、符氏、何氏等姓氏的发源地。素有“天下第一团”美誉的地方剧种太康道情源于道教乐歌，被列入国家非物质文化遗产名单。
太康县有许多与历代孝善相关的遗迹和名村、名地。历史上，与孝善有关的乡村里社有45处之多。在民间，有与孝善有关的庙会，如纪念陶侃寻母的陶母岗庙会、白云寺庙会，纪念高柴的寿圣寺庙会等。2019年12月获评中国孝善文化之乡。

### 名胜古迹
- 太康陵
- 小吴塔
- 寿圣寺塔